# Remigio de Auxerre
Remi d'Auxerre, conocido también como Remigius Antissiodorensis (Borgoña, c. 850 — París, 908) fue un teólogo y monje benedictino francés del Renacimiento carolingio, gramático y muy prolífico autor de comentarios y glosas a textos clásicos en latín y griego.

## Biografía
Fue alumno de Lupus Servatus o Lope de Ferrières y de Erico de Auxerre y maestro de la Escuela de la Abadía de San Germán de Auxerre (Saint Germain d'Auxerre) y luego en París y Reims. 
Acompañó a su maestro Erico (876) y luego tomó su puesto distinguiéndose en la enseñanza de las artes liberales y particularmente en el de la gramática, la dialéctica y la música. En 883 dejó Auxerre y marchó a Reims, adonde el arzobispo Fulco lo había llamado como profesor de la Escuela Catedralicia y allí permaneció hasta 900, cuando se fue a París para enseñar hasta que le llegó la muerte en 908.

## Obras
Su pensamiento está influido por el Platonismo y la Teología del irlandés Juan Escoto Erígena, su contemporáneo. Su obra, enteramente escrita en latín, está en parte perdida. Lo que queda de él son amplios comentarios y reflexiones sobre algunos libros bíblicos y sobre la literatura y el pensamiento filosófico de la época romana. Entre sus obras representativas se citan sus comentarios al Génesis (Expositio super Genesim), a los Salmos (Enarrationes in Psalmos) y al Evangelio según San Mateo. Gran difusión tuvieron en la Edad Media sus reflexiones ligadas a los gramáticos y comentaristas de la antigüedad tardía (Donato, Prisciano, etc.) y a escritores latinos como Boecio (De Consolatione Philosophiae y Opuscula sacra) y Marciano Capella (De Nuptiis Philologiae et Mercurii et de septem Artibus liberalibus libri novem). Sus obras aparecen recogidas en el volumen CXXXI de la Patrología latina de Migne y en Documenta Catholica Omnia.